# Amos Bernini
Amos Bernini (Melara, 11 marzo 1842 – Rovigo, 29 novembre 1909) è stato un politico italiano.
Fu con Giuseppe Garibaldi a Mentana nel 1867. Uomo politico, militò nelle file del partito progressista.

## Biografia
Amos Bernini nasce nel 1842 a Melara, comune alto-polesano ora ai confini della lombarda provincia di Mantova ma allora territorio dell'impero austriaco, da una famiglia economicamente modesta e dedita all'agricoltura. Fin dalla giovane età Amos dimostra un'intelligenza precoce che lo esorta ad ottenere il permesso di frequentare a Verona, dagli anni cinquanta del XIX secolo, il Liceo-Convitto nell'ex convento domenicano di Santa Anastasia (dove sorge l'omonima chiesa). Dopo aver conseguito il diploma di maestro elementare e seguito degli studi ginnasiali, si iscrive alla facoltà di legge presso l'università degli Studi di Padova ma, a causa delle sue idee, la polizia austriaca lo sospetta di essere un cospiratore e lo costringe ad allontanarsi dalla città.
Amos si trasferisce quindi a Pieve di Cento, in provincia di Bologna, dove intraprende l'attività di insegnante mentre continua gli studi in legge presso l'ateneo bolognese. In seguito assume anche la direzione della scuola tecnica centese.
Riesce a conseguire la laurea in giurisprudenza il 20 luglio 1863 dopo la quale si avvia ad un periodo di praticantato a Ferrara. Nel capoluogo estense diventa successivamente uno dei dirigenti della locale sezione del  Partito d'Azione ed inizia una collaborazione con il locale giornale L'Eridano. Tra gli articoli che pubblica su quest'ultima pubblicazione non risparmia aspre critiche a Napoleone III di Francia, atteggiamento che gli procura una nuova espulsione questa volta dal Regno d'Italia. Si rifugia allora in Svizzera ma mantiene ancora contatti con la vita politica italiana stringendo una forte amicizia con Carlo Cattaneo e Giuseppe Mazzini.
Nel 1866, allo scoppio della terza guerra di indipendenza, rientra in Italia per arruolarsi nel 1º Reggimento del Corpo Volontari Italiani, al comando di Giuseppe Garibaldi, con i quali parteciperà l'anno successivo alla battaglia di Mentana del 3 novembre 1867 rimanendo ferito in combattimento. Una volta disciolto il corpo volontari, Bernini ritorna nel paese natale dove, nel 1870, viene eletto sindaco ed in quel ruolo si fece promotore di una serie di iniziative che, tramite anche la realizzazione di importanti opere pubbliche, segneranno lo sviluppo sociale e politico della cittadina.
Nel 1874 comincia la carriera politica a livello nazionale. Viene inizialmente eletto deputato nelle liste del Partito Democratico Costituzionale del collegio di Badia Polesine ed una volta alla Camera verrà invitato ad unirsi al gruppo dello statista bresciano Giuseppe Zanardelli. Venne eletto per quattro legislature e divenendo inoltre presidente del consiglio provinciale di Rovigo.
Nel 1889 divenne il primo sindaco elettivo di Rovigo e guidò per lunghi anni una giunta popolare, costituita da esponenti del partito radicale (il cosiddetto "partito radicale storico"), da repubblicani e da socialisti.
La sua amministrazione si segnalò per l'attenzione ai problemi dell'istruzione tecnica, della bonifica, del decoro urbano.
In suo onore furono eretti busti onorari sia a Melara che a Rovigo, opera rispettivamente del melarese Policronio Carletti e del veronese Armando Zago.
Il monumento per Rovigo, nei giardini di via Umberto I, venne fuso durante il fascismo, e fu parzialmente ripristinato nel 1959 a cura dello scultore Virgilio Milani.
A Rovigo gli è stato dedicato anche l'Istituto Tecnico Statale per Geometri "Amos Bernini".

## Lettura consigliata
- Estrema sinistra storica o Partito della Democrazia, Partito dell'Estrema radicale, Partito radicale storico